# 雅-みやびうた-歌 〜独奏〜
『雅-みやびうた-歌〜独奏〜』（みやびうた どくそう）は、雅-miyavi-のメジャー3枚目のオリジナル・アルバム。2006年9月13日発売。発売元はユニバーサルJ。

## 概要
- 前作からわずか1ヶ月後のリリース。全楽曲の作詞・作曲・編曲を担当。
- 「独奏」という名の通り、Instrumentalを含めた全曲が、アコースティック・ギターとパーカッションで構成されるシンプルな音作りのアルバム。

## 収録曲
作詞・作曲・編曲：雅-miyavi-
1. 自己愛、自画自賛、自意識過剰（Instrumental）
2. Selfish love-愛してくれ、愛してるから-
3. プリーズ、プリーズ、プリーズ。
4. Dear my love...
5. 僕は知ってる。
6. How to love
7. バカな人
8. 君にファンキーモンキーバイヴレーション
9. We love you〜世界は君を愛してる〜
10. "愛してる"からはじめよう
11. 自己至上主義者の成れの果て（Instrumental）